# 昭和とんちんかん
『昭和とんちんかん』（しょうわとんちんかん）は、1967年2月6日から同年4月10日まで日本テレビ系列局で放送されていた日本テレビ製作のバラエティ番組である。全10回。放送時間は毎週月曜 21:00 - 21:30 （日本標準時）。
世相をテーマにした番組で、大正末期から昭和初期までと昭和40年代に入っていた番組放送当時との違いを、ファッション・流行語・映画・乗り物などから対比していた。

## 出演者
- 晴乃チック・タック
- デューク・エイセス
- ジェリー藤尾
- 九重佑三子
- 南雲広子

## サブタイトル
1. 娯楽の巻（2月6日）
2. 乗物の巻（2月13日）
3. 学校時代の巻（2月20日）
4. くいしんぼうの巻（2月27日）
5. 男と女の巻（3月6日）
6. 商売繁盛の巻（3月13日）
7. スポーツの巻（3月20日）
8. 流行語の巻（3月27日）
9. 科学の巻（4月3日）
10. ヒットソングの巻（4月10日）

参考：『東京新聞』東京新聞社、1967年2月6日 - 同年4月10日付のテレビ欄。